# 张生勇
张生勇（1939年11月17日—），陕西咸阳人，精细化工专家，中国工程院院士，第四军医大学教授，中国手性催化技术的主要开拓者之一。

## 履历[1]
- 1964年，于西北大学化学系毕业。
- 1982年，于法国巴黎南大学获得博士学位。
- 2009年，当选中国工程院院士。